# Passion de l'Église
Pour les articles homonymes, voir Passion.
La Passion de l'Église, ou Passion mystique du Christ, désigne l'épreuve finale que subirait l'Église à la Fin des Temps, selon certaines interprétations de l'eschatologie catholique. À l'opposé des millénarismes et messianismes sécularisés, l'Église catholique a indiqué qu'avant la Parousie, le second avènement du Christ, Elle doit subir une Passion à l'image du Verbe incarné, dont elle est le corps mystique comme l'écrit saint Paul.

## Passion de l'Église, Passion mystique du Christ

### Magistère
Cette vision eschatologique d'une Passion du Christ, vécue en son corps mystique qui est l'Église, a été envisagée par l'Église catholique en application de la citation de St Paul qui rappelle que chacun doit participer à la Passion du Christ : "Je me réjouis maintenant dans mes souffrances pour vous ; et ce qui manque aux souffrances de Christ, je l'achève en ma chair, pour son corps, qui est l'Église" Co 1-24. Ainsi, le pape Pie XI déclare en 1928 dans son encyclique Miserentissimus Redemptor  :
« Ajoutons encore que la Passion du Christ se renouvelle, et d'une certaine manière elle se poursuit et s'achève, dans son corps mystique qui est l'Église. Car, pour nous servir encore des paroles de saint Augustin : "Le Christ a souffert tout ce qu'il devait souffrir ; la mesure de ses souffrances est désormais à son comble. La dette de souffrances était donc payée dans la Tête, mais elle demeurait entière dans son corps". Le Seigneur Jésus lui-même a bien voulu nous l'apprendre, quand il disait à Saul, respirant encore la menace et la mort contre les disciples : Je suis Jésus que tu persécutes. Il laissait ainsi nettement entendre que les persécutions déchaînées contre l'Église visaient et atteignaient le divin Chef de l'Église lui-même. C'est donc à bon droit que, souffrant toujours en son corps mystique, le Christ veut nous avoir pour compagnons de son expiation. Notre situation envers lui l'exige également, car, puisque nous sommes le corps du Christ et ses membres chacun pour notre part, tout ce que souffre la tête, les membres le doivent souffrir aussi. »
Le Catéchisme de l'Église catholique enseigne que, à la fin du monde, l'Église sera à l'image de son Seigneur crucifié, faible et méprisée du monde mais sans envisager de période durable de disparition de l'Église terrestre.
« L’Épreuve ultime de l’Église

675 - Avant l’avènement du Christ, l’Église doit passer par une épreuve finale qui ébranlera la foi de nombreux croyants (cf. Lc 18, 8 ; Mt 24, 12). La persécution qui accompagne son pèlerinage sur la terre (cf. Lc 21, 12 ; Jn 15, 19-20) dévoilera le " mystère d’iniquité " sous la forme d’une imposture religieuse apportant aux hommes une solution apparente à leurs problèmes au prix de l’apostasie de la vérité. L’imposture religieuse suprême est celle de l’Anti-Christ, c’est-à-dire celle d’un pseudo-messianisme où l’homme se glorifie lui-même à la place de Dieu et de son Messie venu dans la chair (cf. 2 Th 2, 4-12 ; 1 Th 5, 2-3 ; 2 Jn 7 ; 1 Jn 2, 18. 22).

676 - Cette imposture antichristique se dessine déjà dans le monde chaque fois que l’on prétend accomplir dans l’histoire l’espérance messianique qui ne peut s’achever qu’au-delà d’elle à travers le jugement eschatologique : même sous sa forme mitigée, l’Église a rejeté cette falsification du Royaume à venir sous le nom de millénarisme (cf. DS 3839), surtout sous la forme politique d’un messianisme sécularisé, " intrinsèquement perverse " (cf. Pie XI, enc. " Divini Redemptoris " condamnant le " faux mysticisme " de cette " contrefaçon de la rédemption des humbles " ; GS 20-21).

677 - L’Église n’entrera dans la gloire du Royaume qu’à travers cette ultime Pâque où elle suivra son Seigneur dans sa mort et sa Résurrection (cf. Ap 19, 1-9). Le Royaume ne s’accomplira donc pas par un triomphe historique de l’Église (cf. Ap 13, 8) selon un progrès ascendant mais par une victoire de Dieu sur le déchaînement ultime du mal (cf. Ap 20, 7-10) qui fera descendre du Ciel son Épouse (cf. Ap 21, 2-4). Le triomphe de Dieu sur la révolte du mal prendra la forme du Jugement dernier (cf. Ap 20, 12) après l’ultime ébranlement cosmique de ce monde qui passe (cf. 2 p. 3, 12-13). »

### Théologiens
Cette Passion finale de l'Église a été commentée par Dom Gaspar Lefebvre lorsqu'il introduit dans son missel le temps liturgique après la Pentecôte par un parallèle entre la vie du Christ et l’histoire de l’Église :
« Depuis les fêtes de la Pentecôte, où elle prit naissance, l’Église reproduit au cours des siècles toute la vie du Christ, dont elle est le corps mystique. Jésus, dès son enfance, est persécuté et doit fuir en Égypte tandis qu’on massacre les Saints Innocents, et l’Église aux premières années de sa vie subit les plus violentes persécutions et doit souvent se cacher dans les catacombes ou dans le désert.

Jésus adolescent se retire à Nazareth et passe les plus longues années de sa vie dans le recueillement et la prière. Et l’Église, à partir de Constantin, connaît une longue ère de paix. Partout surgissent des cathédrales et des abbayes où résonne la louange divine, et où évêques et abbés, prêtres et religieux s’opposent, par l’étude et un zèle infatigable, à l’envahissement de l’hérésie.
Jésus, le divin missionnaire envoyé par le Père dans les régions lointaines de cette terre, commence à trente ans sa vie d’apostolat. Et l’Église, à partir du XVIe siècle, doit résister aux assauts du paganisme renaissant, et répandre dans les parties du globe récemment découvertes l’Évangile du Christ. Et de son sein surgissent sans cesse des milices nouvelles et de nombreuses légions d’apôtres et de missionnaires qui annoncent la bonne nouvelle par le monde entier.

Enfin Jésus termine sa vie par le sacrifice du Golgotha bientôt suivi par le triomphe de sa résurrection. Et l’Église, à la fin des temps, comme son Divin Chef sur la croix, paraîtra vaincue, mais ce sera elle qui remportera la victoire. "Le corps du Christ qui est l’Église, dit Saint Augustin, à l’instar du corps humain, fut d’abord jeune, et voilà qu’à la fin du monde il aura une apparence de caducité". »
Cette citation de St Augustin ne se retrouve malheureusement pas dans son commentaire du psaume 26. Elle apparaît sous une forme approchante dans le psaume 36 mais n'envisage absolument pas de caducité ni de mort de l’Église : "Le corps du Christ, qui est l’Église, comme un homme, a d'abord été jeune, et voici qu'à la fin du temps il est dans une vieillesse fertile, parce qu'il est dit: "Ils seront multipliés dans une vieillesse fertile" (psaume 91).". Le recours à St Augustin par Dom Lefebvre est donc étonnant et peu compréhensible.
Au XIXe siècle, Monseigneur Louis-Gaston de Ségur a composé une intéressante méditation sur le thème de la Passion de l’Église :
«  Jésus-Christ et l’Église forment un tout indivisible. Le sort de l’un, c’est le sort de l’autre ; et de même que là où est la tête, là également doit se trouver le corps, de même les mystères qui se sont accomplis en Jésus-Christ durant sa vie terrestre et mortelle doivent se parachever en son Église durant sa vie militante d’ici-bas. Jésus-Christ a eu sa Passion et son crucifiement : l’Église doit avoir, elle aussi, et sa Passion, et son crucifiement final. Jésus-Christ est ressuscité et a triomphé miraculeusement de la mort : l’Église ressuscitera, elle aussi, et triomphera de Satan et du monde, par le plus grand et le plus prodigieux de tous les miracles : celui de la résurrection instantanée de tous les élus, au moment même où Notre-Seigneur Jésus-Christ, entrouvrant les cieux, en redescendra plein de gloire avec sa sainte Mère et tous ses Anges. Enfin, Jésus-Christ, Chef de l’Église, est monté corporellement au ciel le jour de l’Ascension : à son tour, l’Église ressuscitée et triomphante montera au ciel avec Jésus-Christ, pour jouir avec lui, dans le sein de DIEU, de la béatitude éternelle.
[…]
Telle sera la fin terrible et glorieuse de l’Église militante ; telle sera, autant du moins que la lumière toujours un peu voilée des prophéties nous permet de l’entrevoir, telle sera la Passion de l’Église ; telle sera sa résurrection suivie de son triomphe. Corps mystique du Fils de DIEU, elle aura suivi son divin Chef jusqu’au Calvaire, jusqu’au sépulcre, et par cette fidélité elle aura mérité de partager sa gloire à tout jamais. »
La vision de Mgr de Ségur de la mort de l’Église lui est personnelle mais elle ne peut, en tous cas, s'envisager que comme une des modalités du passage du temps présent à l'éternité puisqu'elle serait, selon lui, concomitante à la résurrection de tous les justes. C'est d'ailleurs clairement ce qui est dit par le catéchisme de l'Église catholique dans son paragraphe 677 cité plus haut et ainsi, la résurrection de l'Église ne peut être comprise comme un renouveau de l'Église militante sur terre (hérésie millénariste, voir Millénarisme) mais bien au contraire comme sa transformation totale et définitive en l'Église triomphante au moment de la disparition du monde.

## Indéfectibilité de l'Église
Car, tant qu'existe le monde présent, il ne peut y avoir de contradiction avec la promesse faite à saint Pierre : « Et moi Je te dis que tu es Pierre, et sur cette pierre Je bâtirai mon Église, et les portes de l’enfer ne prévaudront point contre elle » ni avec cette garantie lors de l'envoi des Apôtres en mission : « Et voici que moi, je suis avec vous tous les jours jusqu'à la consommation du temps ».
C'est le dogme de l'indéfectibilité de l'Église, prérogative assurée par Jésus-Christ, fondateur de l’Église, qui a promis de ne jamais lui faire défaut. (Matthieu 28,20). L’Église ne peut cesser d’être. Elle garde jusqu’à la fin des temps stabilité et assurance, malgré les fragilités, en particulier par la structure de sa tradition dogmatique.
En ce sens, le Grand catéchisme de Saint Pie X, dans le commentaire du 9e article du Credo indique :
« L'Église catholique peut-elle être détruite ou périr ?
Non ; l’Église catholique peut être persécutée, mais elle ne peut être détruite ni périr. Elle durera jusqu’à la fin du monde parce que, jusqu’à la fin du monde, Jésus-Christ sera avec elle, comme il l’a promis. »
Saint François de Sales, dans sa Lettre ouverte aux Protestants, consacre tout un chapitre à l'impossibilité de la mort et de la disparition de l'Église :
« Article III, l'Église ne peut pas périr
[…] C'est de l'Église que le Psalmiste chante : " Dieu l'a fondée en éternité " (Psaumes, 43 : 8) ; Son trône (il parle de l'Église, trône du Messie, fils de David, en la personne du Père éternel) sera comme le soleil devant moi, et comme la lune parfaite en éternité, et le témoin fidèle au ciel (Psaumes, 88 : 37); " Je mettrai sa race dans les siècles des siècles et son trône comme les jours du ciel ", c'est-à-dire autant que le ciel durera (Psaumes, 88 : 30); Daniel l'appelle Royaume qui ne se dissipera point éternellement (Daniel, 2 : 44), l'Ange dit à Notre-Dame que ce royaume n'aurait point de fin (Luc, 1 : 33), et parle de l'Église comme nous le prouvons ailleurs (de la visibilité de l'Église art 1); Isaïe n'avait-il pas prédit (53 : 10) en cette façon de Notre Seigneur : S'il met et expose sa vie pour le péché il verra une longue race, c'est-à-dire, de longue durée. Et ailleurs (61 : 8) : " Je ferai une alliance perpétuelle avec eux "; après (vers 9) : Tous ceux qui les verront (il parle de l'Église visible) les connaîtront. »
Saint François de Sales poursuit plus loin son idée, dans ce même chapitre :
« Mais voudrions-nous bien casser la belle règle de Gamaliel qui, parlant de l'Église naissante, usa de ce discours : Si ce conseil ou cette œuvre est des hommes, elle se dissipera, mais si elle est de Dieu, vous ne saurez la dissoudre. »
Et il ajoute des citations de St Bernard de Clairvaux et de St Augustin d'Hippone :
« " Non, non ", dit saint Bernard, " les torrents sont venus, les vents ont soufflé (Matthieu, 7 : 25) et l'ont combattue, elle n'est point tombée parce qu'elle était fondée sur la pierre, et la pierre était Jésus-Christ (1 Cor 10, 4) ".

[…]Je veux conclure cette preuve avec saint Augustin, et parler à vos ministres :
" Que nous apportes-vous de nouveau ? Faudra-il encore une fois semer la bonne semence, puisque dès qu'elle est semée elle croît jusqu'à la moisson (Matthieu, 13 : 30-43) ? Si vous dites être partout perdue celle que les Apôtres avaient semée, nous vous répondons : lisez-nous ceci dans les Saintes Écritures, ce que pour vrai vous ne lirez jamais que premièrement vous ne nous montriez être faux ce qui est écrit, que la semence qui fut semée au commencement croîtrait jusqu'au temps de la moisson. La bonne semence ce sont les enfants du Royaume, la zizanie sont les mauvais, la moisson c'est la fin du monde. Ne dites pas donc que la bonne semence est abolie ou étouffée, car elle croît jusqu'à la consommation des siècles". »

## Parousie
« L’avènement glorieux du Christ, espérance d’Israël

673 - Depuis l’Ascension, l’avènement du Christ dans la gloire est imminent (cf. Ap 22, 20) même s’il ne nous " appartient pas de connaître les temps et les moments que le Père a fixés de sa seule autorité " (Ac 1, 7 ; cf. Mc 13, 32). Cet avènement eschatologique peut s’accomplir à tout moment (cf. Mt 24, 44 ; 1 Th 5, 2) même s’il est " retenu ", lui et l’épreuve finale qui le précédera (cf. 2 Th 2, 3-12).

674 - La venue du Messie glorieux est suspendue à tout moment de l’histoire (cf. Rm 11, 31) à sa reconnaissance par " tout Israël " (Rm 11, 26 ; Mt 23, 39) dont " une partie s’est endurcie " (Rm 11, 25) dans " l’incrédulité " (Rm 11, 20) envers Jésus. S. Pierre le dit aux juifs de Jérusalem après la Pentecôte : " Repentez-vous et convertissez-vous, afin que vos péchés soient effacés et qu’ainsi le Seigneur fasse venir le temps de répit. Il enverra alors le Christ qui vous est destiné, Jésus, celui que le Ciel doit garder jusqu’au temps de la restauration universelle dont Dieu a parlé dans la bouche de ses saints prophètes " (Ac 3, 19-21). Et S. Paul lui fait écho : " Si leur mise à l’écart fut une réconciliation pour le monde, que sera leur assomption, sinon la vie sortant des morts ? " (Rm 11, 15). L’entrée de " la plénitude des juifs " (Rm 11, 12) dans le salut messianique, à la suite de " la plénitude des païens " (Rm 11, 25 ; cf. Lc 21, 24), donnera au Peuple de Dieu de " réaliser la plénitude du Christ " (Ep 4, 13) dans laquelle " Dieu sera tout en tous " (1 Co 15, 28). »